# Falkirk (správní oblast)
Falkirk (an Eaglais Bhreac ve skotské gaelštině) je město a zároveň správní oblast ve Skotsku, ležící ve středním průmyslovém pásu země.

## Města a vesnice

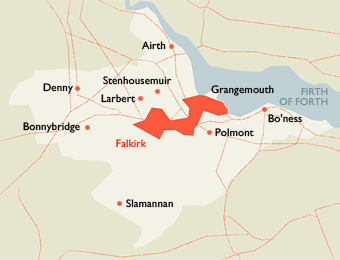
Mapka měst

- Blackness
- Bo'ness, Avonbridge, Brightons
- California
- Laurieston
- Limerigg
- Maddiston
- Polmont, Redding
- Reddingmuirhead, Rumford
- Shieldhill
- Slamannan
- Standburn
- Wallacestone
- Westquarter
- Whitecross
- Allandale
- Banknock
- Bonnybridge
- Denny
- Dennyloanhead
- Dunipace
- Haggs
- Longcroft
- Bainsford
- Camelon
- Falkirk (town)
- Hallglen
- Tamfourhill
- Woodlands
- Grangemouth
- Skinflats
- Airth
- Carron
- Carronshore
- Dunmore
- Larbert
- Letham
- Stenhousemuir